# Jüdischer Friedhof Bocklemünd

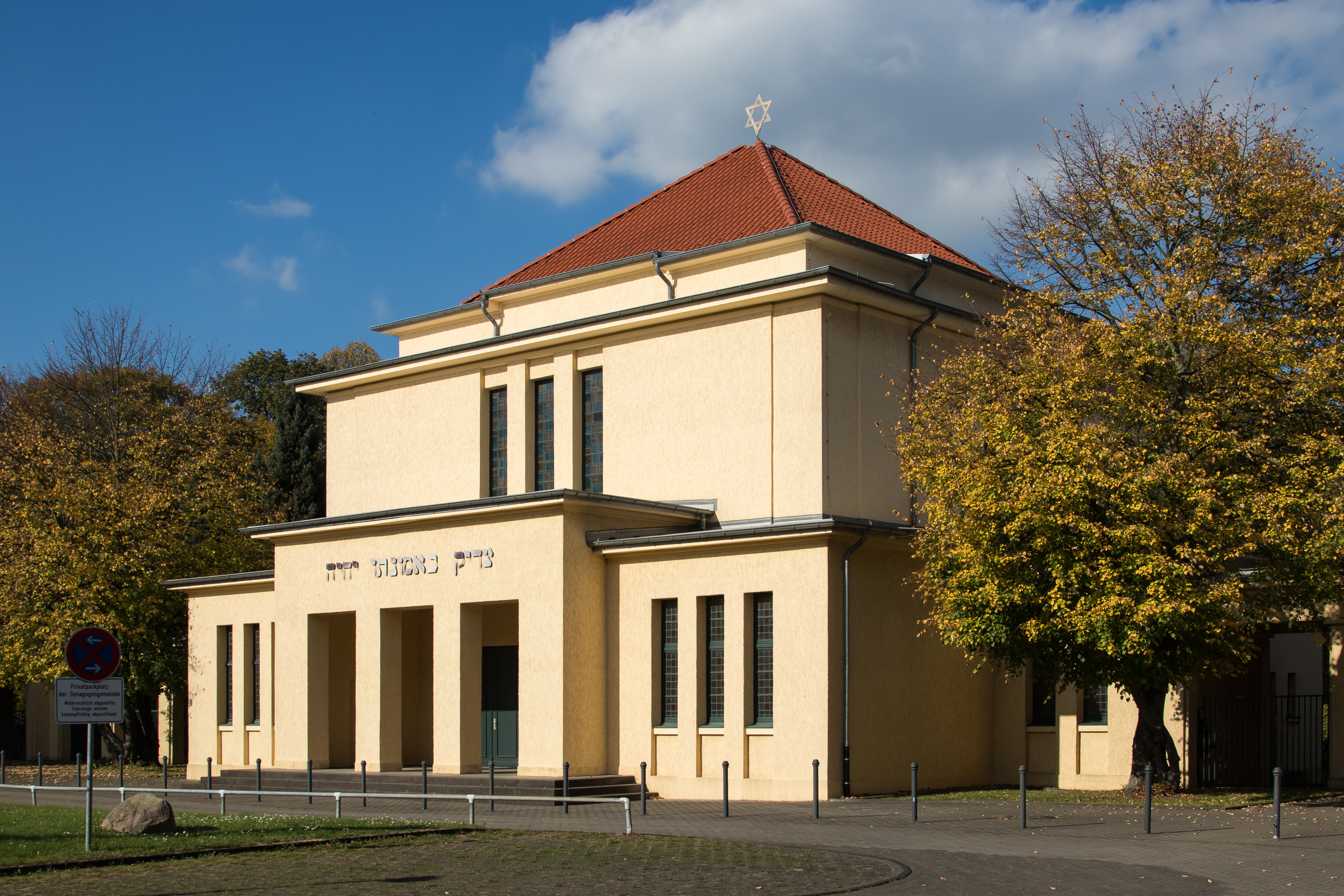
Eingang und Trauerhalle von Robert Stern (1927–1929) (Foto: 2017)

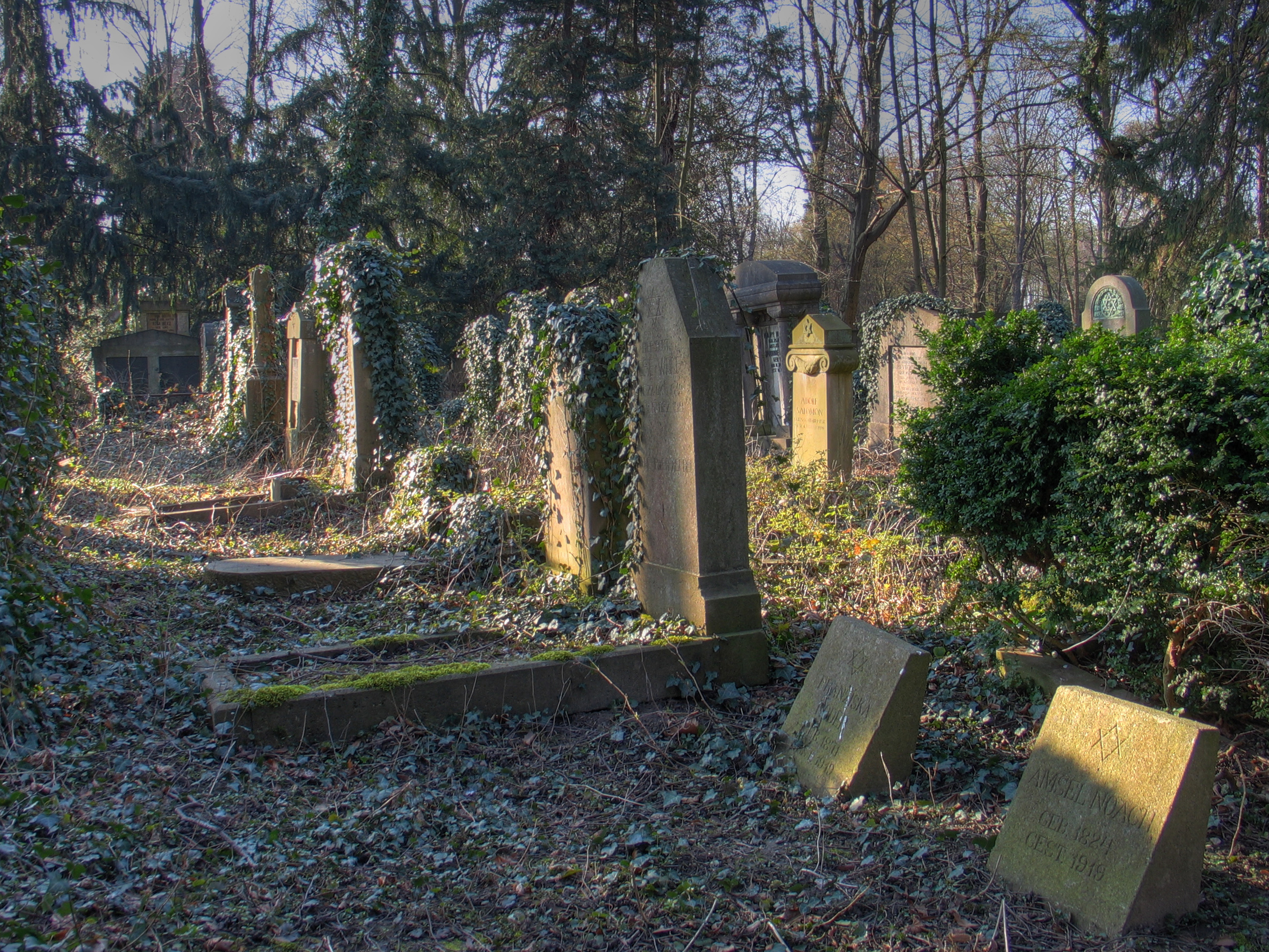
Grabstellen in Köln-Bocklemünd

Der Jüdische Friedhof Bocklemünd im Kölner Stadtteil Vogelsang besteht als jüdische Begräbnisstätte seit dem Jahr 1918 und wird bis heute als Friedhof genutzt. Das 44.818 m² große Gelände wurde im damaligen Stadtteil Bocklemünd angelegt und liegt im Winkel der Venloer Straße und der Militärringstraße, in westlicher Nachbarschaft des Kölner Westfriedhofs. Viele der Grabstellen sind künstlerisch anspruchsvoll gestaltet.
Der Gesamtplan für den Friedhof wurde in den Jahren 1917/18 von Karl Bing entworfen. Die Synagogengemeinde Köln konnte das Gelände am 21. Mai 1917 von der Stadt Köln erwerben. Am 8. Dezember 1918 wurde der Friedhof eingeweiht. Schon damals wäre eigentlich in Anlehnung an den Westfriedhof eine imposante Eingangsarchitektur geplant gewesen, die zu diesem Zeitpunkt aber nicht bestand.

## Friedhofsbauten
Die Anlage enthielt zunächst eine behelfsmäßige Leichenhalle aus Holz, vermutlich nach einem Entwurf von Karl Bing. Die 1930 eingeweihten Friedhofsbauten, Trauerhalle, Friedhofsverwaltung und Leichenhaus sollten ursprünglich den Gebäuden des benachbarten Westfriedhofs ähneln. Der Architekt Robert Stern, der später vor der Verfolgung der Nationalsozialisten in die USA flüchtete, setzte jedoch eigene Akzente im neoklassizistischen Stil. Das Innere der zentralen Trauerhalle ist mit lila Wänden, gelben Säulen und einer blauen, sternengeschmückten Decke sehr farbenfroh gehalten. Die Trauerhalle markiert den Beginn der Mittelachse des alten, symmetrisch gestalteten Teil des Friedhofs. Zur Venloer Straße hin trägt sie über dem Portikus in Hebräisch den Schriftzug „Der Gerechte lebt in seinem Glauben“ (nach Hab 2,4 ).

## Denkmäler und Gedenkstellen

### Lapidarium und Denkmal des Reichsbundes jüdischer Frontsoldaten
Im Lapidarium des Friedhofs wurden 58 Fragmentsteine aus dem 12. bis 15. Jahrhundert integriert, die dem im Jahre 1695 geschlossenen und 1936 aufgegebenen jüdischen Friedhof Judenbüchel im Stadtteil Raderberg entstammen. Die dort Bestatteten wurden nach Bocklemünd umgebettet.
Ein pyramidenförmiger Stein, im Jahre 1934 ebenfalls von Robert Stern konzipiert, bildet ein Ehrenmal des Reichsbundes jüdischer Frontsoldaten für die jüdischen Soldaten, die im Ersten Weltkrieg auf deutscher Seite gefallen waren.

### Galerie

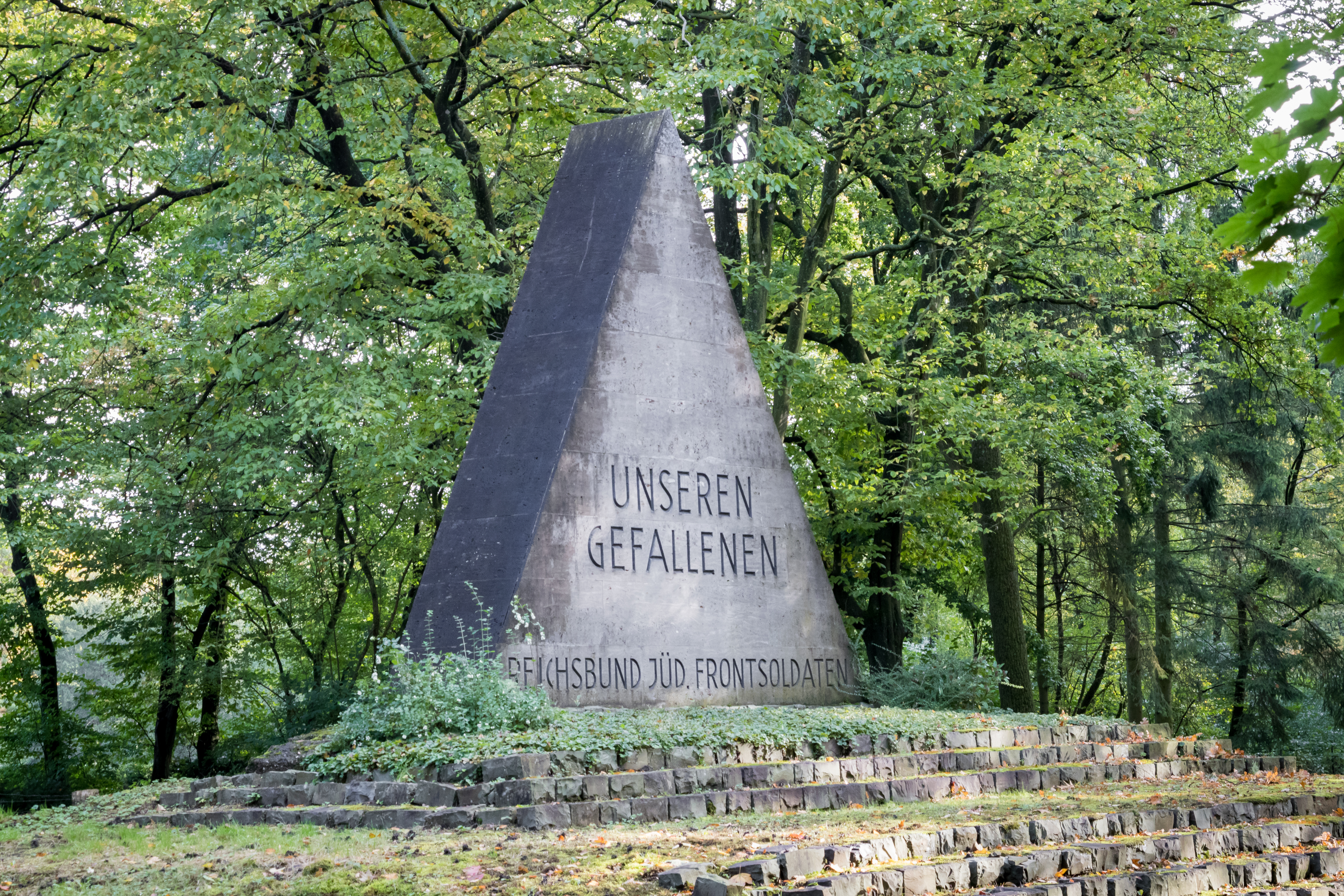
Denkmal des Reichsbundes jüdischer Frontsoldaten (1934)
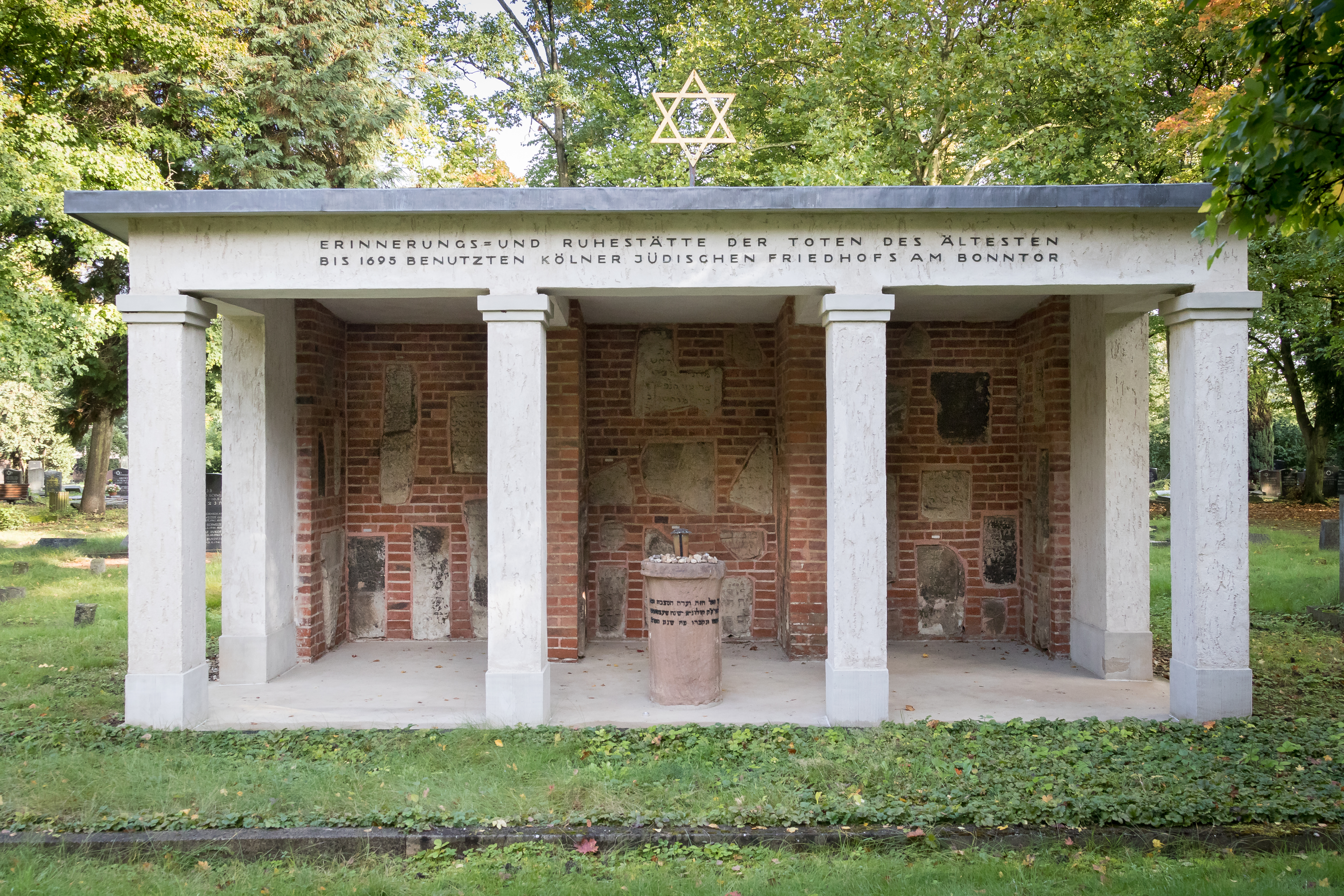
Lapidarium
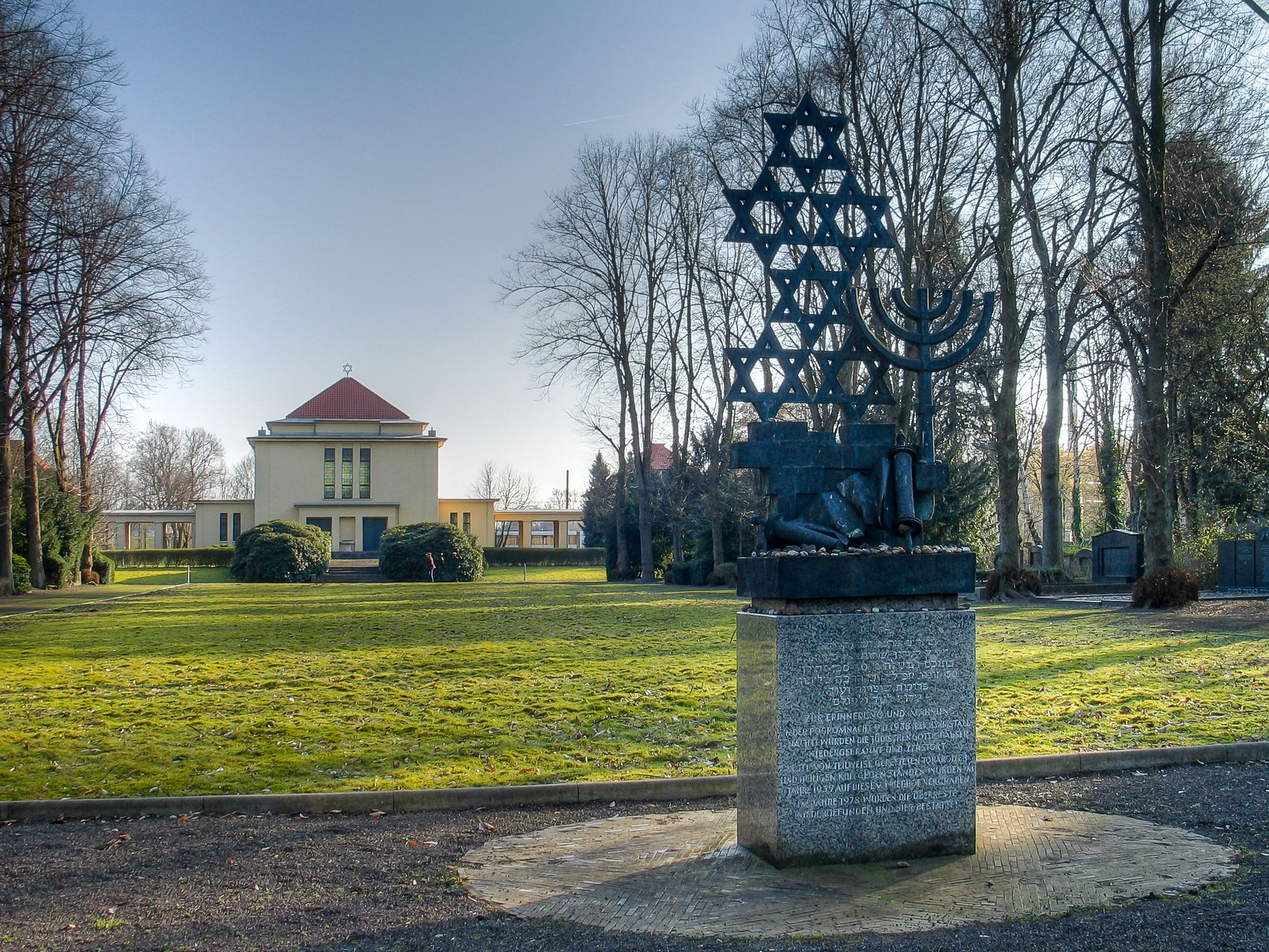
Bronzeskulptur zur Erinnerung an zerstörte Kölner Synagogen (2010 gestohlen)
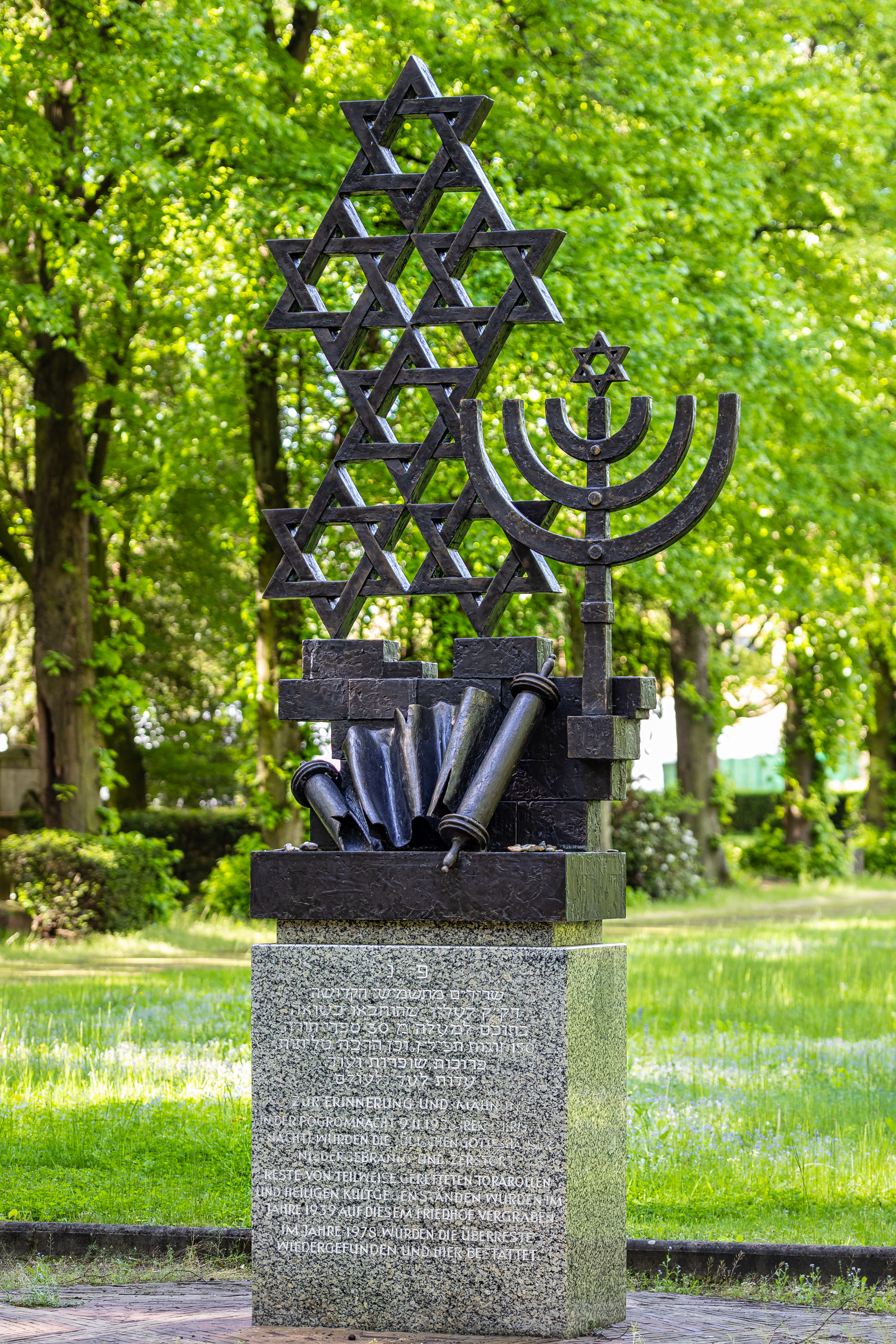
2020 aufgestellte Kopie der gestohlenen Plastik
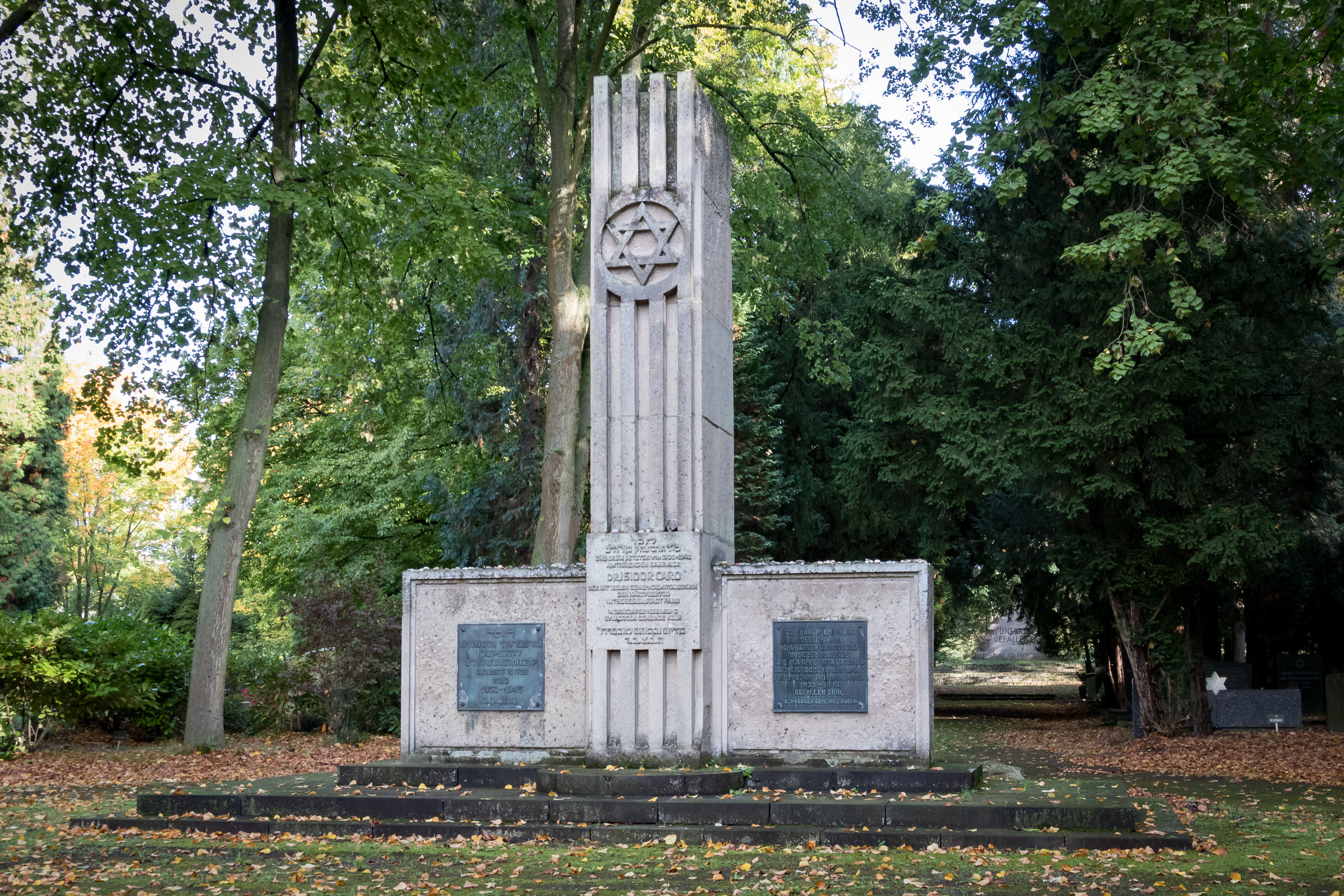
Ehrenmal für die Opfer der Shoah
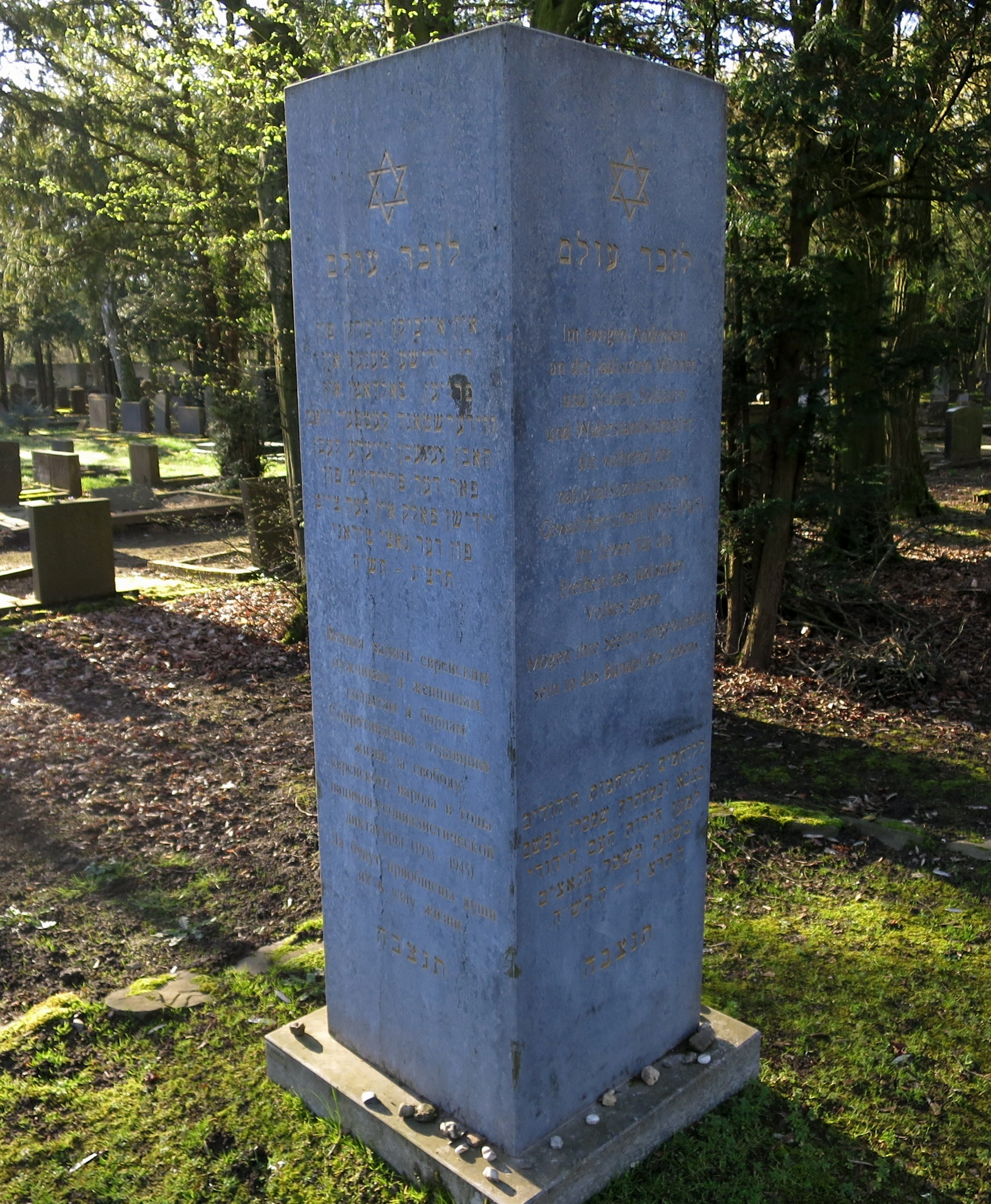
Für die jüdischen Gefallenen des Zweiten Weltkrieges

### Denkmal zur Erinnerung an die Zerstörung der Kölner Synagogen
Am 5. November 1978 wurde auf der Mittelallee auf einem Steinsockel eine 750 kg schwere Bronzeplastik, erstellt von Franz Lipensky, errichtet. Die Plastik, ein Denkmal mit sechs Davidsternen für die sechs Millionen ermordeter Juden, einer Menora, einer zerstörten Torarolle und einem Mauerfragment markiert die Stelle, an der die aus in der NS-Zeit zerstörten Kölner Synagogen stammenden Ritualgegenstände begraben wurden. Diese waren 1939 nach der Reichspogromnacht an gleicher Stelle heimlich verscharrt worden, um sie vor der Zerstörungswut der Nationalsozialisten zu verstecken – erst 1979 wurden sie bei Bauarbeiten wiedergefunden und dann ritusgemäß in Särgen bestattet.
In der Nacht vom 14. auf den 15. November 2010 wurde die Bronzeplastik – wahrscheinlich wegen ihres Metallwerts – gestohlen. Im Juni 2020 stellte Franz Lipensky nach seinen damaligen Plänen zusammen mit dem Bildhauer Klemens Hechenrieder eine Kopie des Denkmals her. Statt Bronze wurde diesmal Fiberglas als Material verwendet.

### Ehrenmal für die Opfer der Shoah aus Köln
Ebenfalls auf der Mittelallee gleich hinter dem Denkmal für die zerstörten Synagogen erinnert eine Bronzetafel an die „über 11000 Schwestern und Brüder unserer Gemeinde, die als Opfer des nationalsozialistischen Rassenwahns für das Judentum in den Jahren 1933–1945 gefallen sind“. Das Denkmal wurde von dem Architekten Helmut Goldschmidt entworfen. Sein Vater Moritz Goldschmidt, der Vorsitzende der Kölner Synagogen-Gemeinde, hatte die Initiative zum Mahnmal ergriffen. Finanziert wurde es durch Zuschüsse des Innenministeriums Nordrhein-Westfalen, als dessen Vertreter Marcel Frenkel bei der Einweihung am 6. Juni 1948 eine Ansprache hielt.

### Denkmal für die jüdischen Gefallenen des Zweiten Weltkrieges
Das Denkmal wurde am 8. Mai 2020 – zum 75. Jahrestag der deutschen Kapitulation – eingeweiht. Die Stele hat die gleiche Höhe und ist aus demselben Material wie das Ehrenmal für die Frontsoldaten des Ersten Weltkrieges. Der Quader führt eine Gedenkinschrift in sechs Sprachen auf. Ausgeführt und aufgestellt wurde er von dem Steinmetz- und Steinbildhauerbetrieb der Gebrüder Jörg & Sven Mies.

## Persönlichkeiten
- Karl Bing (1858–1930), Architekt des Friedhofes
- Dany Dattel (1939–2023), Bankkaufmann bei der 1974 insolvent gewordenen Herstatt-Bank
- Abraham Frank (1838–1917), Rabbiner
- Alexander Ginsburg (1915–1996), Generalsekretär des Zentralrats der Juden in Deutschland
- Helmut Goldschmidt (1918–2005), Architekt
- Sally Kessler (1912–1985),  Kommunalpolitiker und Überlebender des Holocaust.
- Henry Maitek (1922–2007), Fotograf
- Hans Abraham Ochs (1928–1936), als Achtjähriger wegen seines Judentums von Hitlerjungen angegriffen und tödlich verletzt
- Ludwig Rosenthal (1870–1938), Gemeinderabbiner in Köln
- Josef Schleifstein (1915–1992), Kommunist, geehrt in der DDR
- Alphons Silbermann (1909–2000), Sozialwissenschaftler und Publizist
- Sascha Simchowitz (1864–1930), Arzt, Dramaturg, Schriftsteller und Theaterwissenschaftler
- Ernst Simons (1919–2006), Pädagoge und KZ-Überlebender
- Leonhard Tietz (1849–1914), Kaufmann und Gründer der Leonhard Tietz AG, später Kaufhof
- Alfred H. Unger (1898–1989), Schriftsteller und Bühnenautor
- Wilhelm Unger (1904–1985), Autor und Journalist
- Gedenktafel für Isidor Caro (1877–1943), Rabbiner und Lehrer
- Gedenkinschrift für Lilli Jahn (1900–1944), Ärztin
- Gedenkinschrift für Luise Straus-Ernst (1893–1944), Kunsthistorikerin, Journalistin und Künstlerin